# ひみつのゴードン博士シリーズ
『ひみつのゴードン博士シリーズ』（ひみつのゴードンはかせシリーズ）は、山下友美の漫画。
秋田書店『プリンセスGOLD』2003年2月号から2004年1月号に読みきりシリーズとして連載され、長らく単行本化されていなかったが、約6年後にジャイブの『ピュアフルコミックス』にて単行本化された。

## 内容
マヨネーズ好きの科学者アダム・ゴードンと彼が亡き妻の形見として溺愛するエイミーを中心に繰り広げられるサイエンス・ホームコメディー。
1. マイフェアレディローズ （2003年2月号掲載・45P）
2. スリーピング・デストロイヤー （2003年5月号掲載・45P）
3. アンツマン （2003年6月号掲載・45P）
4. ミス・ドリトル （2003年7+8月特大号掲載・45P）
5. ひみつのゴードン博士 （2003年9月号掲載・45P）
6. シンデレラリバティを君に （2003年10月号掲載・45P）
7. 愛と青春のアダム （2003年11+12月号掲載・45P）
8. 愛しのマッドサイエンティスト （2004年1月号掲載・45P）

## 単行本
- 山下友美『ひみつのゴードン博士』ジャイブ〈ピュアフルコミックス〉全2巻

1. 2010年2月6日発売（1･2巻同時発売）、ISBN 978-4861767104
2. 2010年2月6日発売（1･2巻同時発売）、ISBN 978-4861767111